# Daniel Hermida Ortega
Daniel Hermida Ortega (Cuenca, 24 de agosto de 1864-Cuenca, 28 de septiembre de 1956) fue un sacerdote y obispo católico ecuatoriano. Fue electo obispo de Cuenca por Benedicto XV en 1918.

## Biografía
Daniel nació el 24 de agosto de 1864 en Cuenca, Ecuador. Hijo de Antonio Hermida Ordóñez y de Ana Ortega.
Fue ordenado sacerdote en 1895 por el entonces obispo Miguel León. Más tarde, en 1899, este mismo obispo lo designó como Canciller de la Diócesis.
Fue uno de los clérigos que llevaron a cabo la supervisión de la construcción de la catedral de Cuenca. Bajo su administración, se construyeron hornos de ladrillo en propiedades de la Iglesia Cuencana para abastecer los requerimientos de la obra. En este período se inició con la construcción de la fachada principal, a cargo del albañil Pascual Lojano primero, y Luis Antonio Chicaiza más adelante. Además, se inició con la ornamentación del templo desde 1950.
Con relación al templo, un dato que resalta es que su madre, Ana Ortega Ortiz, fue la primera persona en ocupar una sepultura de la cripta de esta Catedral. Incluso él mismo, tras su muerte, se convirtió en el primer obispo en ocupar los nichos pontificales edificados en la capilla de esta cripta. 
Este obispo cuencano también es recordado por organizar diferentes congresos marianos y catequísticos, de entre los que resalta el Magno Congreso Eucarístico, celebrado a nivel local. También fueron obras suyas el orfanatorio Antonio Valdivieso y el asilo de ancianos Cristo Rey. Dio paso, en la década de 1920, a la primera restauración de la iglesia de El Sagrario, así como a la remodelación de varios otros templos. Organizó y llevó a cabo las coronaciones pontificas de las imágenes de la Morenica del Rosario y María Auxiliadora.
En 1944 autorizó la organización de la Congregación de Nuestra Señora de la Nube, a cargo de la orden franciscana. De igual manera, brindó apoyo a misiones de jesuitas, mercedarios y carmelitas.
Fue el primer obispo en cumplir por 5 veces la visita pastoral de la entonces Diócesis de Cuenca, que abarcaba una jurisdicción que comprendía las provincias de Cañar y Azuay.
- Datos: Q5484445